# Reveriano Soutullo
Reveriano Soutullo Otero (né à Ponteareas (Galice) le 11 juillet 1880 et mort à Vigo le 29 octobre 1932), est un compositeur espagnol de zarzuelas.

## Biographie
Il naît à Redondela, durant une visite de sa mère chez un membre de sa famille, en 1880, bien que certains livres disent qu'il est né en 1884 à Ponteareas.
Son père dirigeait la fanfare de Redondela, ce qui fait que Reveriano est en contact avec la musique dès l'enfance. À 19 ans, il part étudier au Conservatoire de Madrid tout en gagnant sa vie en jouant du cornet à piston. Une infection de l'oreille le laisse à demi sourd. À Madrid, il se présente à l'examen de d'entrée et est admis directement au cours de première année d'harmonie. Il étudie pendant trois ans l'harmonie et la composition avec des professeurs connus tels qu'Arín et Fontanilla. À la fin de ses études, il obtient le prix extraordinaire.
Entre 1906 et 1907, il revient à Vigo, où on lui donne une bourse pour étudier la musique à l'étranger. Grâce à cela, il rencontre des musiciens italiens et allemands; mais les personnalités qui le marquent le plus, sont celles qu'il fréquente à Paris: Debussy et Ravel.
De retour à Madrid, il commence à composer des zarzuelas, dont Amores de aldea.
Entre 1919 et 1931, il forme un fameux tandem avec Juan Vert. Tous deux associés composent de grands succès comme: La leyenda del beso, El último romántico, La del Soto del Parral, La caída de la tarde, La Venus de Chamberí, El regalo de boda. Juan Vert meurt en 1931 d'un infarctus.
Reveriano Soutullo crée, avec Manrique Villanueva, une revue musicale en 1910, qui lui permet de gagner pas mal d'argent.
Il décède en 1932 d'une complication postopératoire à la suite d'une opération de l'oreille.
Parmi ses œuvres fameuses, on peut citer Puenteareas, Suite Vigo.